# Franklin Carmichael
Franklin Carmichael (4. května 1890 Orillia – 24. října 1945 Toronto) byl kanadský malíř, který se prosadil především jako krajinář. 

## Život
V mládí pracoval v rodinné firmě na výrobu kočárů, kde si osvojil cit pro barvu. Studoval na Ontario School of Art v Torontu u Williama Cruikshanka. Od roku 1913 pobýval na Académie Royale des Beaux-Arts v Antverpách, ale po vypuknutí světové války se musel vrátit do Kanady. Byl reklamním grafikem ve firmách Grip Ltd. a Sampson-Matthews, zabýval se také ilustrováním knih a průmyslovým designem. Od roku 1932 učil na Ontario School of Art. 
Jeho tvorbu ovlivnil Tom Thomson i časté cesty po ontarijském venkově. Nejraději používal vodové barvy, věnoval se však také olejomalbě, leptu a dřevorytu. Byl zakládajícím členem Kanadské společnosti akvarelistů a Skupiny sedmi. Malíři spojení s tímto hnutím se inspirovali severskou přírodou a usilovali o vytvoření svébytného kanadského národního stylu. Byli také ovlivněni teosofickým učením, podle něhož je Severní Amerika předurčena k mimořádnému duchovnímu rozvoji. Počáteční idealizace divočiny však v Carmichaelově díle postupně ustupovala snaze o postižení změn, které do krajiny přinášela postupující civilizace. V závěru života se malíř přiklonil k abstrakci.
Posmrtně byla Carmichaelovi udělena medaile Královské kanadské výtvarné akademie. Je po něm také pojmenováno jezero v provinčním parku Killarney nedaleko Greater Sudbury, kde často maloval. Jeho vnučka Catharine Mastinová je významnou kanadskou teoretičkou umění.

## Galerie

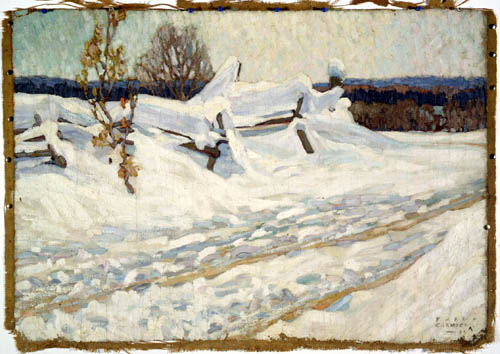
Cesta u Muskoky, 1915
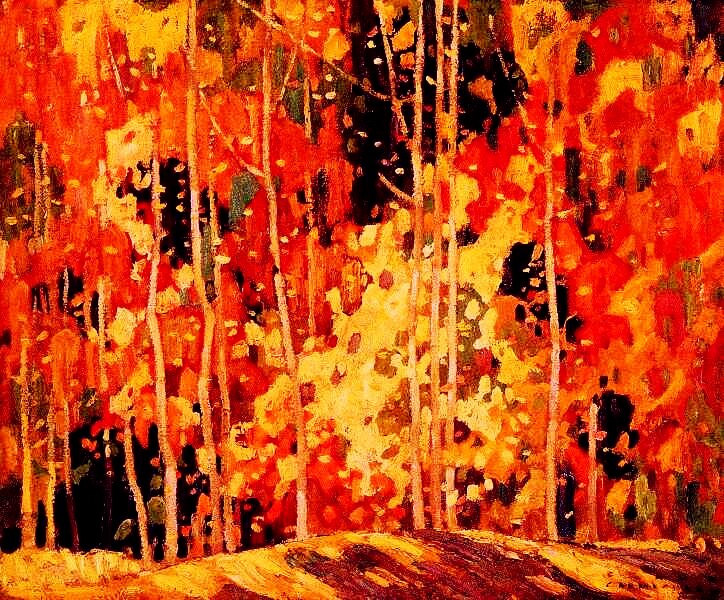
Mýtina, 1922
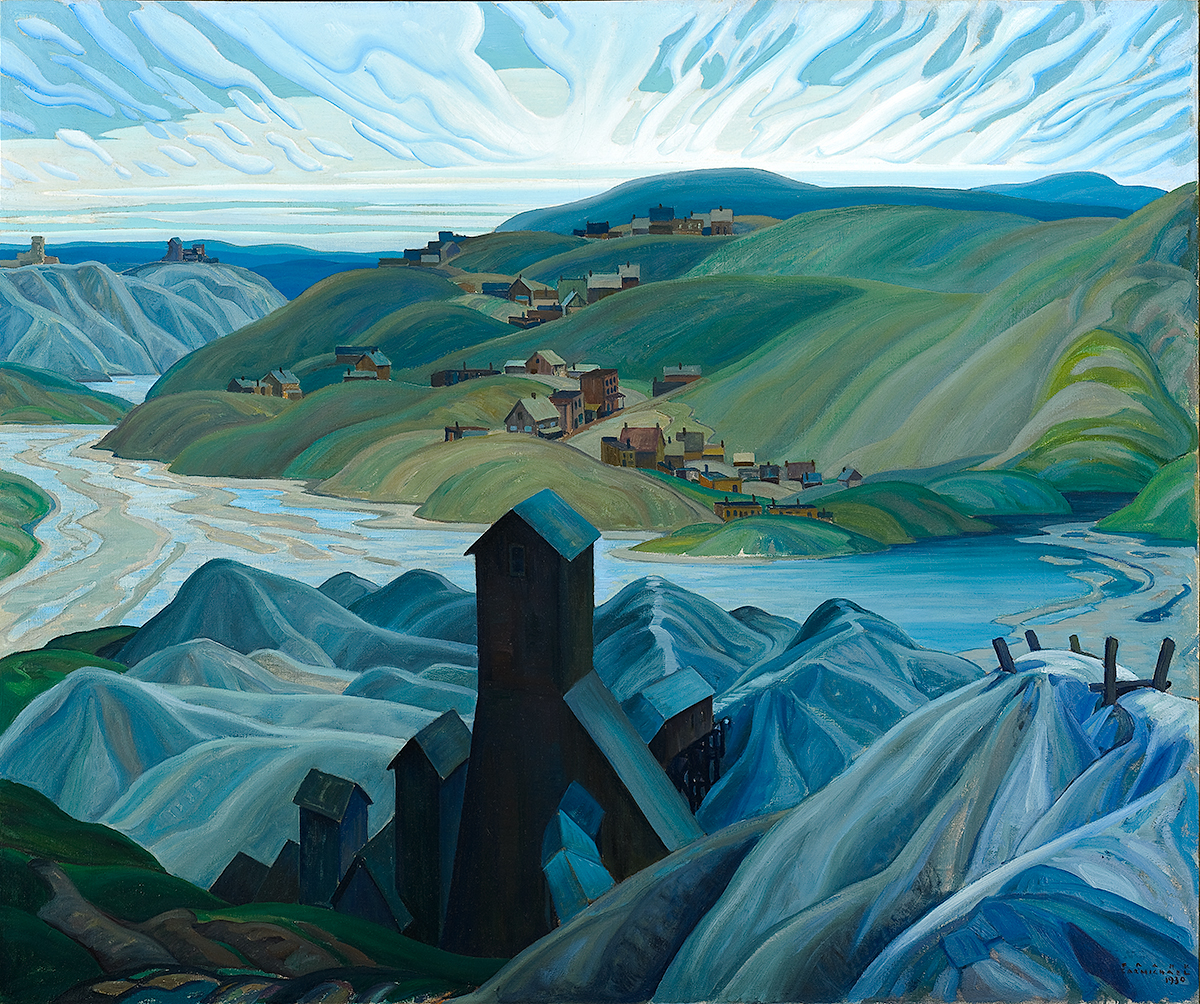
Stříbrný důl na severu, 1930
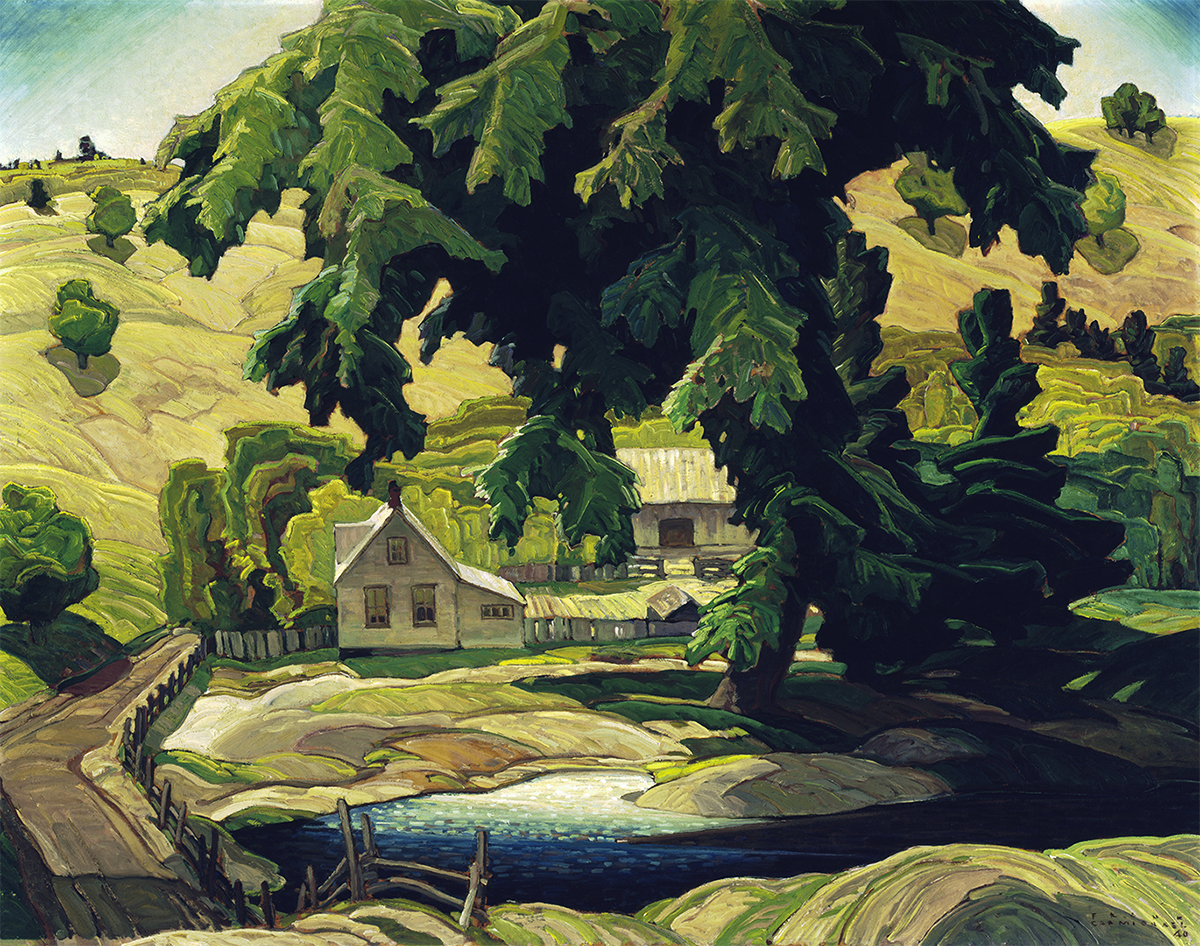
Farma v Haliburtonu, 1940